# Heinrich Bacht
Heinrich Bacht (8. prosince 1910, Essen – 25. ledna 1986, Frankfurt nad Mohanem) byl německý teolog a profesor fundamentální teologie na filozoficko-teologické škole ve Frankfurtu.
Publikoval řadu vědeckých děl na téma církevních dějin, raného mnišství a Kulturkampfu. Byl členem jezuitského řádu a autorem časopisů Philosophie und Theologie (Freiburg im Breisgau) a Scholastik.

## Dílo (výběr)
- L'importance de l'idéal monastique de S. Pachôme pour l'histoire du monachisme chrétien, v: Revue d'ascétique et de mystique, sv. 26, 1950
- Das Konzil von Chalkedon. Geschichte und Gegenwart Band I–III, Alois Grillmeier / Heinrich Bacht, Echter-Verlag, Würzburg 1951
- Von Antonius bis zu Pachomius: Antonius magnus Eremita. Řím 1956, 66—107
- Die mündliche Überlieferung, Heinrich Bacht, Heinrich Fries a Josef Rupert Geiselmann, Hueber-Verlag, Mnichov 1957
- Weltnähe oder Weltdistanz, Verlag Josef Knecht, Frankfurt am Main 1961
- Ein verkanntes Fragment der koptischen Pachomius-Regel, v: Le muséon, sv. 75, 1962
- Der Abt als Stellvertreter Christi. Die Stellung des Abtes im christlichen Altertum im Lichte neuerer Forschung, v: Scholastik, sv. 39, 1964
- Ein verschollenes Tagebuch zum I. Vaticanum. Eine Suchanzeige, v: TheolPhil 48 (1973) 371-397
- Neue Dokumente zu den Anfängen der katholischen Studentenverbindungen in Bonn, v: Bonner Geschichtsblätter 27 (1975)138-159.
- Dr. Wilhelm Reinkens (1811-1889). Ungedruckte Briefe aus seiner Studien- und Kaplanszeit v: AHVN 179 (1977) 158-220
- Das Konzil war ihr Schicksal. Die Brüder Wilhelm und Joseph Hubert Reinkens und das Erste Vatikanische Konzil, v: AHVN 183 (1980) 102-200.
- Das Vermächtnis des Ursprungs. Studien zum frühen Mönchtum (2 svazky), Heinrich Bacht, Echter-Verlag, Würzburg 1972. 1983
- Die Tragödie einer Freundschaft. Fürstbischof Heinrich Förster und Professor Joseph Hubert Reinkens, Böhlau-Verlag, Kolín nad Rýnem 1985
- Geschichte der ökumenischen Konzilien Band I–XII, Gervais Dumeige / Heinrich Bacht (Hrsg.), Matthias-Grünewald-Verlag, Ostfildern 1963-1993
- Horsiese – Geistliches Testament, Heinrich Bacht, eos-Verlag, St. Ottilien 2010
- Pachomius – Klosterregeln, Heinrich Bacht, eos-Verlag, St. Ottilien 2010